# Волчонок среди людей
«Волчонок среди людей» — советский фильм 1988 года режиссёра Талгата Теменова.

## Сюжет
Десятилетний Самат живёт у бабушки в далёком ауле. Как-то он в горах находит волчонка и приносит его домой, пряча от бабушки. В то же время охотник Асанбек, убивший волчицу и считающий волчонка своей добычей, чтобы сделать чучело, ищет его. Самат, опасаясь, что волчонка обнаружат, относит его в горы, но привыкший к мальчику волчонок не хочет уходить. Асанбек находит их, пытается отобрать волчонка у мальчика, и Самат, сопротивляясь, падает в горную реку. Асанбек успевает спасти его, но, когда Самат выздоравливает, он начинает искать своего волчонка…

## В ролях
- Айкын Калыков — Самат
- Нуржуман Ихтымбаев — Асанбек
- Ботагоз Нурлыбаева — Маржан
- Бикен Римова — Алтын-апа
- Ерболат Оспанкулов — Гили-Гили
- Калампыр Айсангалиева — мать Самата
- Гульжамал Казакбаева — мать Маржан
- Александр Корженков — эпизод
- Лариса Шахворостова — эпизод

## Критика
Ответственность перед детьми ощущали создатели фильма «Волчонок среди людей», снятого в мосфильмовском объединении «Юность». В работе над картиной принимает участие и художественный руководитель объединения Ролан Быков. Эта картина — неожиданное явление для современного детского кино. Можно сказать, что лента — возвращение к старым, добрым традициям детского кино.— «Советский экран», № 4, 1989

## Фестивали и награды
- Главный приз «Лукас» ХV-го Международного кинофестиваля детского кино «Лукас» (Франкфурт-на-Майне, ФРГ, 1989).
- Приз жюри и Серебряная медаль Международного кинофестиваля детских фильмов в Джиффони (Джиффони, Италия, 1989).
- Специальный приз жюри «За лучший режиссёрский дебют» Международного кинофестиваля в Лиссабоне (1990).